# Tammy Lauren
Tammy Lauren (* 16. November 1968 in San Diego, Kalifornien), eigentlich Tammy Lauren Vasquez, ist eine US-amerikanische Schauspielerin.

## Leben
Lauren begann ihre Schauspielkarriere 1978, unter anderem mit einer Gastrolle in Fantasy Island. Im darauf folgenden Jahr hatte sie wiederkehrende Rollen in den Serien Angie und Out of the Blue. Danach spielte sie zumeist Episodenrollen. Zwischen 1991 und 1993 hatte sie eine der Hauptrollen in der Serie Homefront. Eine weitere Hauptrolle hatte sie in Martial Law – Der Karate-Cop, verließ die Serie jedoch bereits nach sechs Episoden. Zwischen 2006 und 2008 spielte sie in 107 Folgen der Seifenoper Schatten der Leidenschaft. Ihre einzige Spielfilm-Hauptrolle spielte sie im Horror-B-Movie Wishmaster von Wes Craven.
Lauren ist mit dem israelischen Schauspieler Guri Weinberg verheiratet, dem Sohn von Mosche Weinberg. Ihr Stiefvater ist der Filmregisseur Charles Jarrott. Sie hält den Schwarzen Gürtel in Shōtōkan-Karate.

## Filmografie (Auswahl)
- 1978: Fantasy Island
- 1979: Mork vom Ork (Mork and Mindy)
- 1980: Bruchlandung im Paradies (The Last Flight of Noah’s Ark)
- 1980: CHiPs
- 1980: Boomer, der Streuner (Here’s Boomer)
- 1980: Quincy
- 1982: Unsere kleine Farm (Little House on the Prairie)
- 1986: MacGyver (Fernsehserie, Folge 1x11)
- 1989: Aus Liebe und Verzweiflung (Desperate For Love)
- 1994: Matlock
- 1997: Hör mal, wer da hämmert (Home Improvement)
- 1997: Walker, Texas Ranger
- 1997: Wes Craven’s Wishmaster (Wishmaster)
- 1998: Martial Law – Der Karate-Cop (Martial Law)
- 2003: Ein Witzbold namens Carey (The Drew Carey Show)
- 2005: Crossing Jordan – Pathologin mit Profil (Crossing Jordan)
- 2006: Schatten der Leidenschaft (The Young and the Restless)
- 2007: Two and a Half Men
- 2014: Criminal Minds